# Valdir Simão
Valdir Moysés Simão (São Paulo, 1960) es un político y alto funcionario brasileño. Auditor fiscal de profesión, fue nombrado ministro de Planificación, Presupuesto y Gestión de Brasil el 18 de diciembre de 2015.

## Biografía
Valdir Simão nació en São Paulo en 1960. Estudió Derecho, con especialización en Derecho Empresarial, por el Centro Universitario Toledo, en Araçatuba (SP). Es también especialista en Gestión de Recaudación de los Recursos de la Seguridad Social por la Fundación Ceddet de Madrid (España), y máster en Dirección y Gestión de Sistemas de Seguridad Social, por la Universidad de Alcalá de Henares (España).

## Controladoría General de la Unión
El 23 de diciembre de 2014 se hizo público su nombramiento como ministro-jefe de la Contraladoría General de la Unión.
Elegido por la presidenta Dilma Rousseff para sustituir a Jorge Hage al frente de la Controladoría General de la Unión, Valdir Simão es auditor fiscal de la Receta Federal de Brasil, pero en los últimos años había ocupado puestos de relevancia en ministerios y secretarías de la Seguridad Social. 
Responsable de fiscalizar la actuación de los demás ministerios, también fue secretario ejecutivo del Ministerio de Turismo entre 2011 y 2013, cuando la cartera era presidida por Gastão Vieira. En ese período, Simão actuó en proyectos destinados a dar mayor transparencia y a aumentar el control sobre la contratación y gastos previstos en el presupuesto de la cartera, como la creación del Sistema de Acompañamiento de los Contratos de Repase (Siacor), oficina que hace el seguimiento de la ejecución de los convenios de obras de infraestructura.
En consonancia con el Ministerio de Turismo, también implementó herramientas de acompañamiento de los proyectos relacionados con la Copa del Mundo y de la ejecución de enmiendas parlamentarias – recursos que los parlamentarios destinan en el Presupuesto para proyectos en sus municipios.
Antes de ingresar en la cartera, Simão actuó en la Secretaría de Hacienda del Distrito Federal y fue presidente del Instituto Nacional de Seguridade Social (INSS), entre 2005 y 2007, en el gobierno del expresidente Lula de Silva. En la ocasión, participó de la implantación del sistema que permite pedir y obtener jubilación en treinta minutos.

## Ministerio de Planificación, Presupuesto y Gestión
El 18 de diciembre de 2015 se anunció oficialmente que Simao ocuparía la cartera de ministro de Planificación, Presupuesto y Gestión del segundo gabinete de Dilma Rousseff, en sustitución de Nelson Barbosa que asumiría el Ministerio de Hacienda. Su sucesor en la CGU fue Carlos Higino Ribeiro de Alencar. Fue blanco del despido colectivo del gobierno Dilma que ocurrió en 12 de mayo de 2016, tras la culminación del proceso de destitución tramitado contra ella por el Senado de la República.